# 17. květen
17. květen je 137. den roku podle gregoriánského kalendáře (138. v přestupném roce). Do konce roku zbývá 228 dní. Svátek má Aneta.

## Události

### Česko
- 1742 – První slezská válka: V bitvě u Chotusic se střetla vojska pruského krále Fridricha II. s habsburskou armádou Karla Lotrinského. Prusové tereziánskou armádu porazili, čímž byly vytvořeny předpoklady k uzavření Vratislavského míru.
- 1917 – Vyšel Manifest českých spisovatelů, který vyzýval české poslance rakouské říšské rady, aby bojovali za právo sebeurčení českého národa a aby prosazovali plnou obnovu ústavnosti.
- 1968 – Premiéra českého historického filmu Františka Vláčila Údolí včel podle námětu spisovatele Vladimíra Körnera.
- 1989 – Václav Havel podmínečně propuštěn z vězení za lednový Palachův týden, začátek Několik vět.
- 1991 – Horolezec Leopold Sulovský jako první Čech vystoupil na Mount Everest.
- 2008 – Za bouře zanikl památný strom Špetlův buk proslavený Luďkem Munzarem.
- 2015 – V Praze skončilo MS v ledním hokeji 2015, zlato si odvezli Kanaďané.

### Svět
- 0218 – 7. zaznamenaný průlet Halleyho komety
- 1257 – Richard Cornwallský byl v Cáchách korunován králem Svaté říše římské.
- 1527 – Španělský dobyvatel a cestovatel Pánfilo de Narváez vyplul z Evropy prozkoumat Floridu.
- 1536 – Poprava George Boleyna a dalších 4 mužů, kteří byli obviněni z velezrady a nevěry s královnou Annou Boleynovou, druhou manželkou Jindřicha VIII.
- 1632 – Třicetiletá válka: švédské vojsko pod vedením Lennarta Torstensona dobylo Mnichov.
- 1642 – Francouzi založili město v kanadské provincii Quebec a nazvali ho Ville Marie de Montréal
- 1792 – Byla podepsána Buttonwoodská dohoda o obchodování s cennými papíry, na jejímž základě se později vyvinula New York Stock Exchange.
- 1864 – Byla uveřejněna norská hymna.
- 1883 – Švédský fyzik a chemik Svante Arrhenius začal rozpracovávat ideu elektrolytické disociace, na jejímž konci bylo stanovení Arrheniovy rovnice.
- 1970 – Norský badatel Thor Heyerdahl vyplul na papyrovém voru Ra II z Maroka do Jižní Ameriky jako důkaz možnosti přesídlování národů, ale doplul do Karibiku na ostrov Barbados.
- 1990 – Homosexualita byla vyškrtnuta z Mezinárodní klasifikace nemocí.
- 1995 – Jacques Chirac se stal francouzským prezidentem.
- 1999 – Byl spuštěn projekt SETI@home.
- 2005 – Poprvé byl ve světě slaven Mezinárodní den proti homofobii a transfobii.

## Narození

### Česko

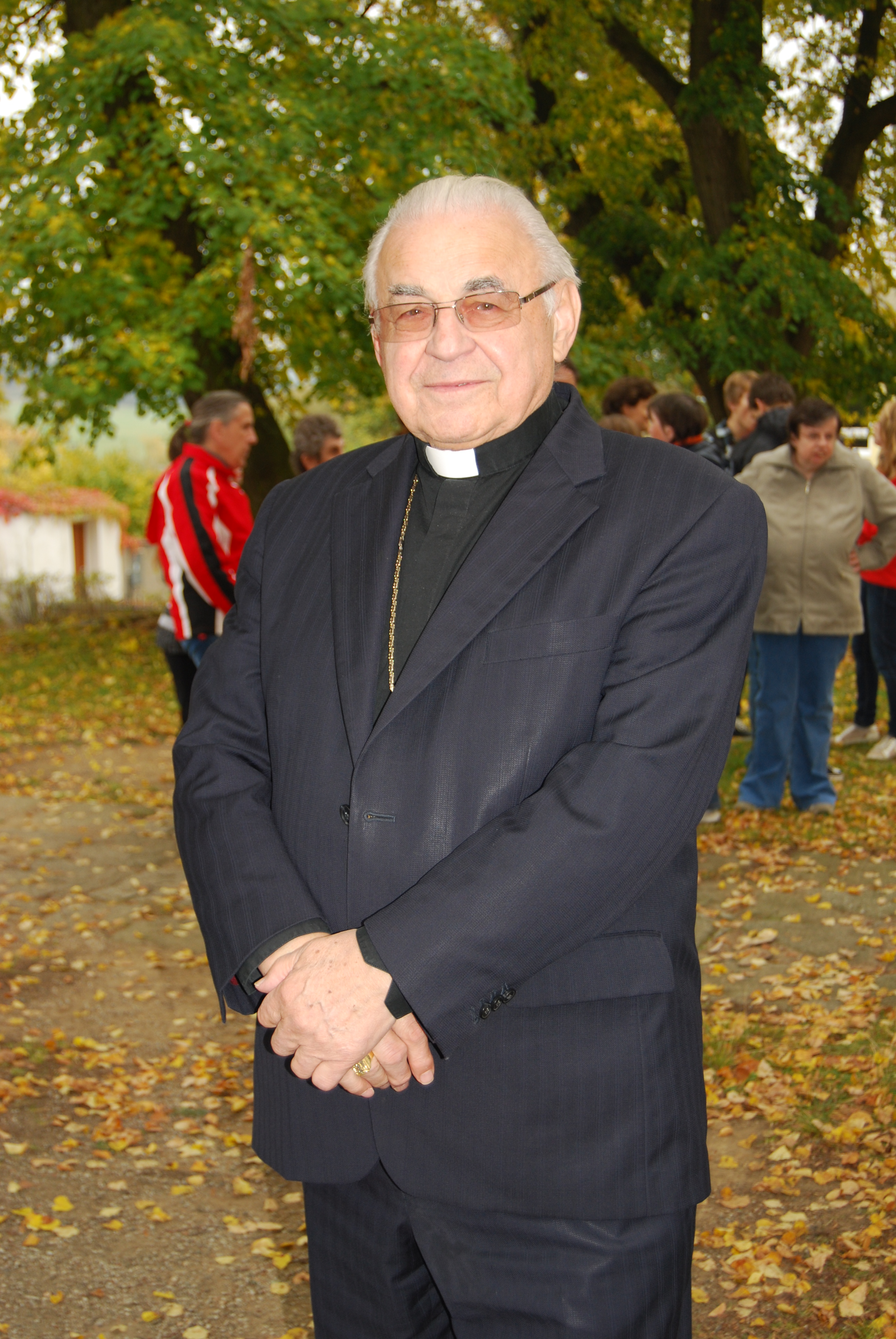
Miloslav Vlk (* 1932)

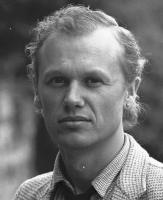
Jiří Korn (* 1949)

- 1725 – František Antonín z Nostic-Rienecku, šlechtic, vlastenec a mecenáš († 29. září 1794)
- 1748 – Jan Rudolf Chotek z Chotkova, česko-rakouský politik a úředník († 26. srpna 1824)
- 1820 – Bedřich Wachsmann, malíř a architekt († 27. února 1897)
- 1827 – Josef Auštěcký, učitel, redaktor a překladatel († 23. července 1871)
- 1832 – Jan Ludwig, hobojista a hudební skladatel († 8. srpna 1875)
- 1834 – Karel Frič, obchodník, překladatel a podnikatel († 12. září 1915)
- 1842 – Václav Mára, dřevorytec († 3. června 1902)
- 1858 – Hans Hartl, československý politik německé národnosti († 11. října 1939)
- 1866 – Rudolf Hofmeister, amatérský historik a spisovatel († 6. října 1934)
- 1868 – Stanislav Otruba, hudební skladatel († 21. května 1949)
- 1873 – Petr Pavlán, československý politik († ?)
- 1878
  - Vojta Beneš, československý politik, bratr prezidenta Edvarda Beneše († 20. listopadu 1951)
  - Thea Červenková, filmová režisérka a spisovatelka († 1957/1961)
- 1887 – Jan Bartoš, spisovatel a literární historik († 7. října 1955)
- 1898 – Antonín Modr, hudební vědec a skladatel († 22. dubna 1983)
- 1900
  - Pavel Altschul, novinář, fotograf a vydavatel († 1944)
  - Pierre de Lasenic, hermetik († 23. června 1944)
  - Helmut Preidel, česko-německý archeolog († 14. srpna 1980)
- 1908 – Jan Bartuška, ministr spravedlnosti vlády Československa († 27. srpna 1970)
- 1910 – Ilja Bart, novinář a básník († 11. listopadu 1973)
- 1914 – Karel Knaifl, bojový pilot RAF († 24. července 1988)
- 1915 – Jaroslav Simonides, překladatel († 25. května 1996)
- 1916 – Lenka Reinerová, spisovatelka († 27. června 2008)
- 1920 – Vladimír Škacha, voják a příslušník výsadku Silver B († 23. března 1987)
- 1921 – Čeněk Pícha, československý hokejový reprezentant († 15. dubna 1984)
- 1926 – Ludvík Souček, novinář a spisovatel science fiction a literatury faktu († 26. prosince 1978)
- 1930 – Jaroslav Tlapák, ministr financí České republiky
- 1932 – kardinál Miloslav Vlk, římskokatolický duchovní, emeritní arcibiskup pražský, římskokatolický teolog († 18. března 2017)
- 1934 – Jiří Kulíček, hokejový brankář a trenér († 21. ledna 2023)
- 1936 – Stanislav Neveselý, hokejista a trenér († 24. července 2023)
- 1937 – Zdeněk Šmíd, spisovatel († 9. dubna 2011)
- 1938 – Alena Vostrá, spisovatelka († 15. dubna 1992)
- 1941 – Ladislav Měšťan, vodní slalomář, kanoista, mistr světa
- 1942 – Pavel Kantorek, přírodovědec a karikaturista († 3. srpna 2017)
- 1945 – Vladimír Aichelburg, česko-rakouský historik a publicista
- 1949 – Jiří Korn, zpěvák, herec a tanečník
- 1950
  - Eva Gorčicová, divadelní herečka
  - Jaromír Havlík, pedagog a muzikolog
- 1952 – Michal Vostřez, režisér, filmový scenárista, herec a producent
- 1953 – František Koníček, ministr práce a sociálních věcí ČR
- 1955 – Juraj Štúr, herec
- 1959 – Věra Tydlitátová, politička, výtvarnice, publicistka, judaistka
- 1960 – Vlastimil Válek, politik a lékař
- 1963 – Věra Černá, sportovní gymnastka
- 1968 – Hynek Fajmon, politik
- 1974 – Hana Netrefová, plavkyně
- 1976 – Kamil Brabenec, hokejista a trenér
- 1979 – David Jarolím, fotbalový záložník
- 1982 – Michal Vondrka, hokejista
- 1986 – Lucie Polišenská, herečka
- 1989 – Tereza Fajksová, modelka a Miss Earth pro rok 2012
- 1990 – Ladislav Prášil, atlet, koulař
- 1991 – Michaela Tomešová, herečka
- 1994 – Markéta Konvičková, zpěvačka
- 2000 – Matěj Kovář, fotbalový brankář

### Svět

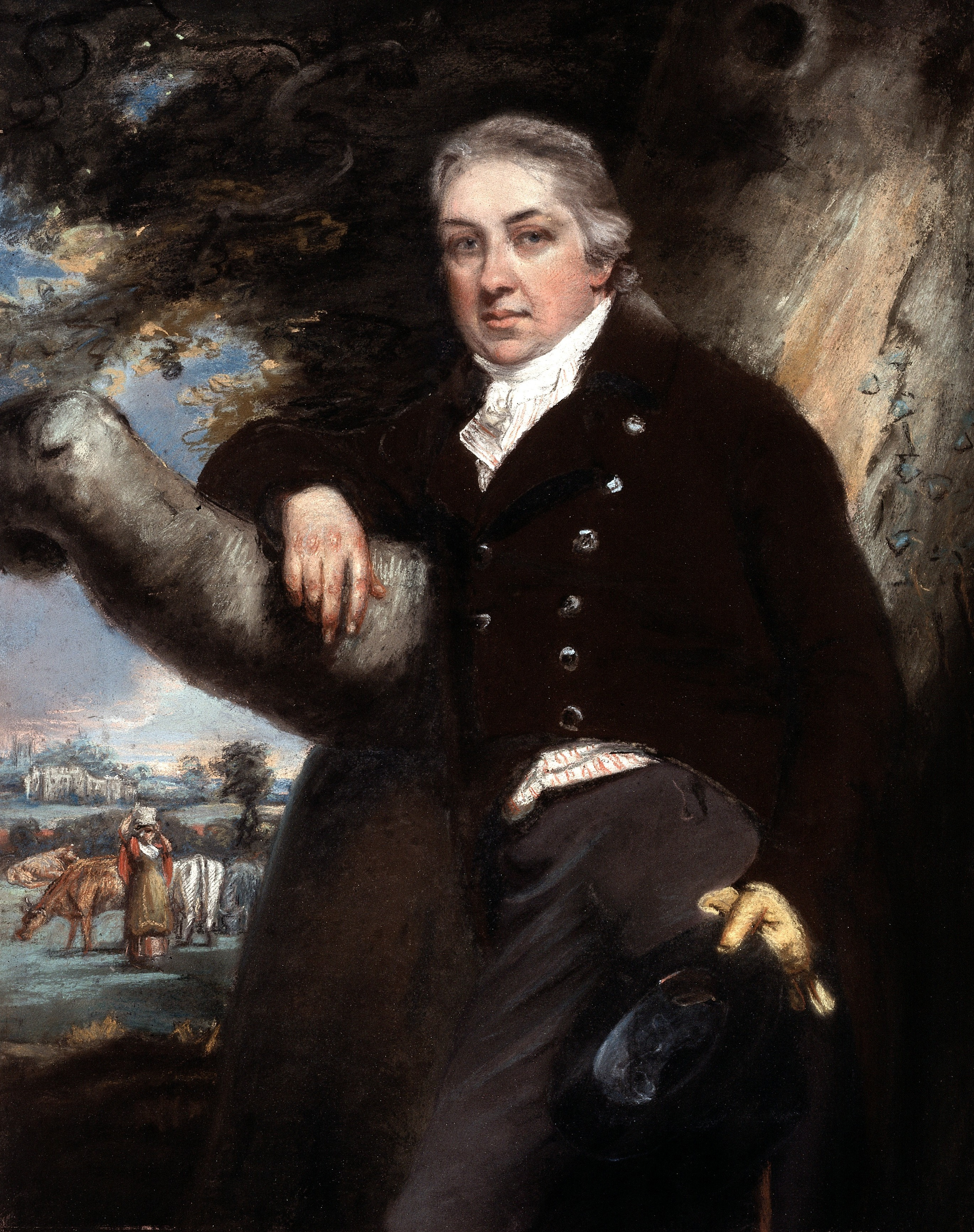
Edward Jenner (* 1749)

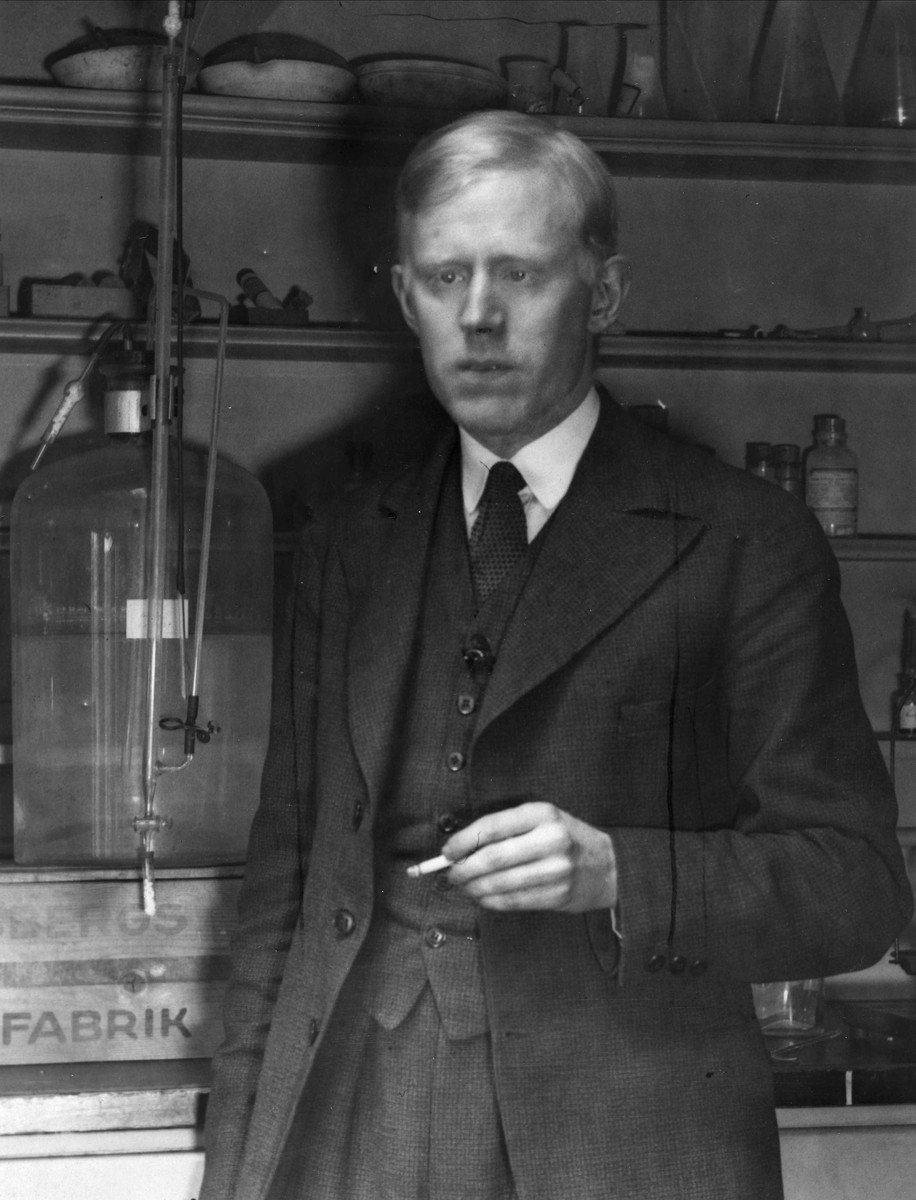
Odd Hassel (* 1897)

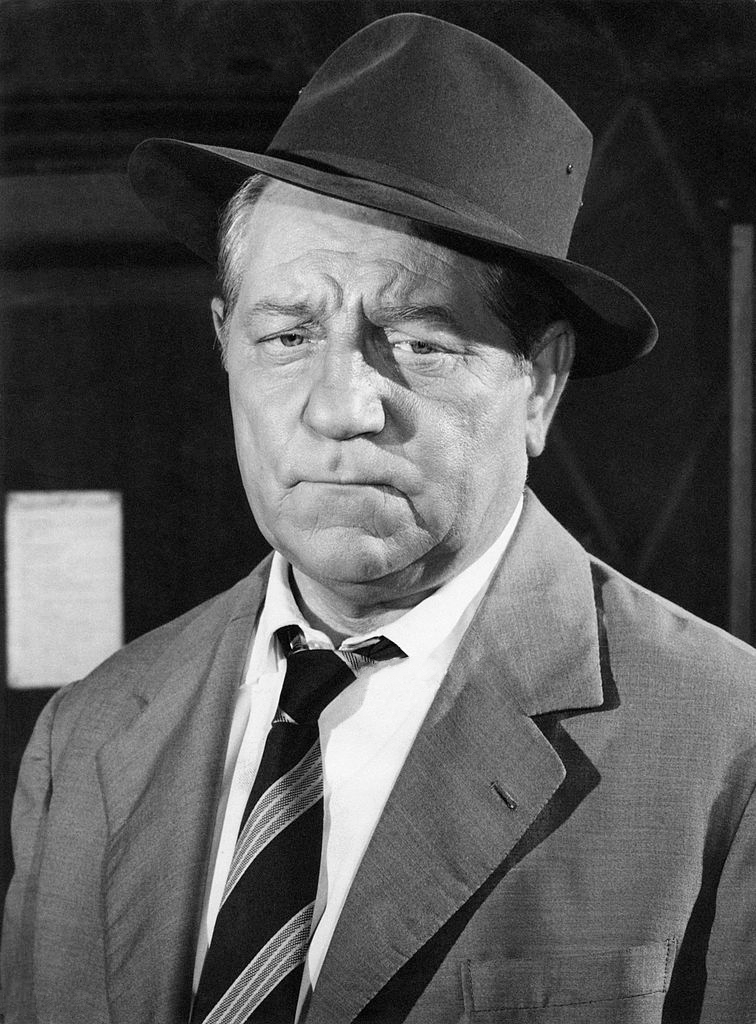
Jean Gabin (* 1904)

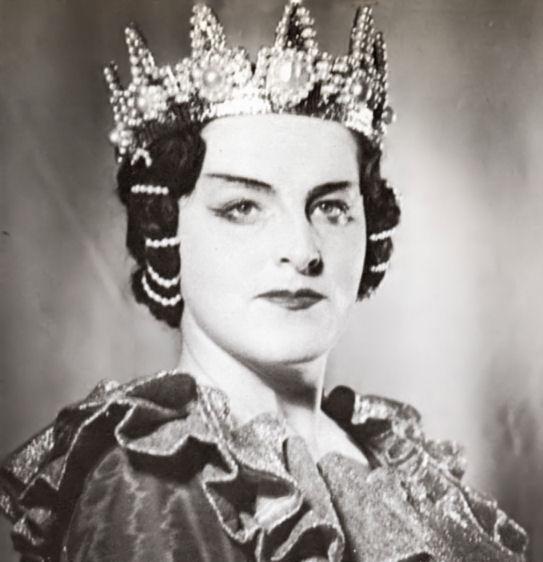
Birgit Nilssonová (* 1918)

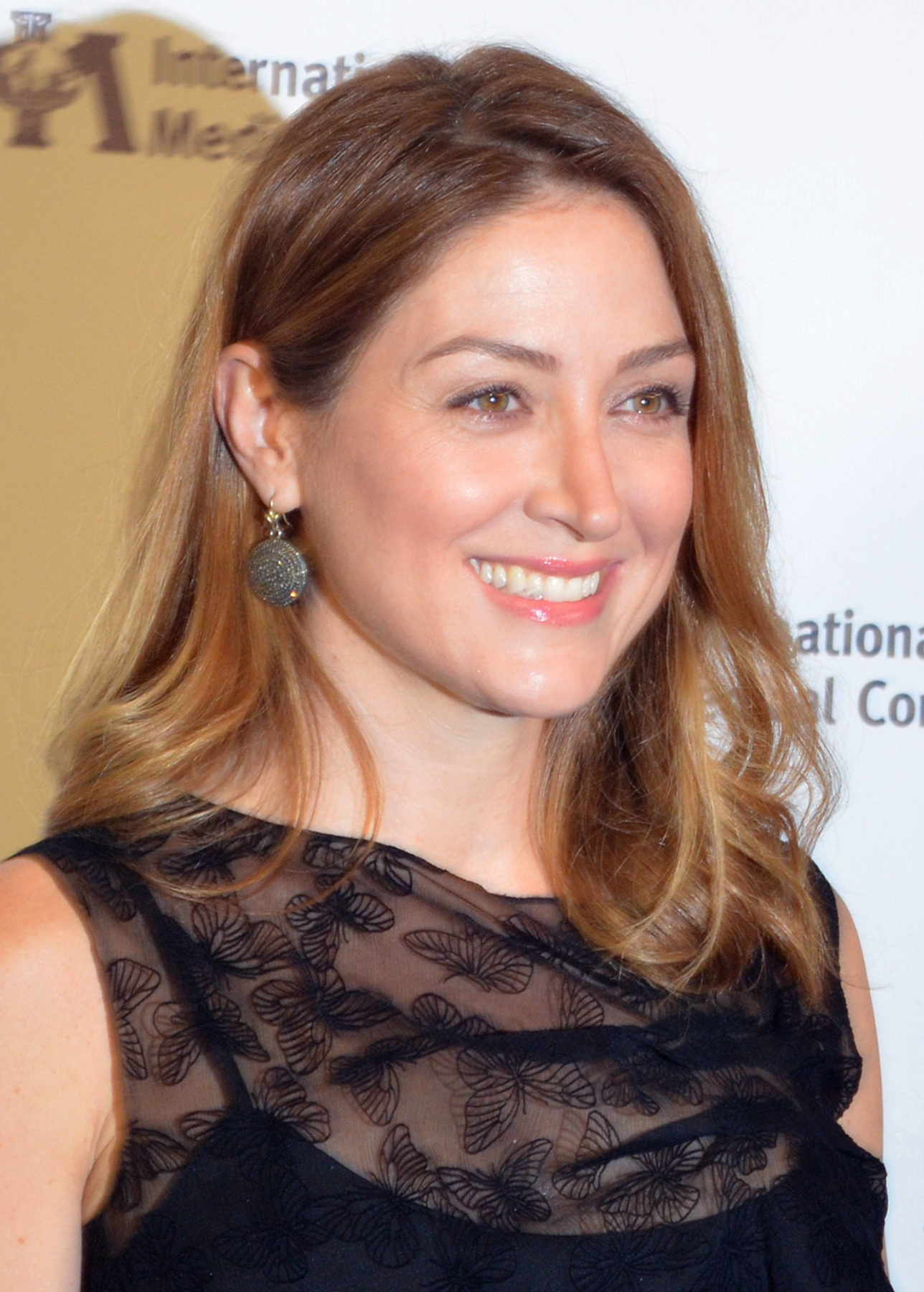
Sasha Alexander (* 1973)

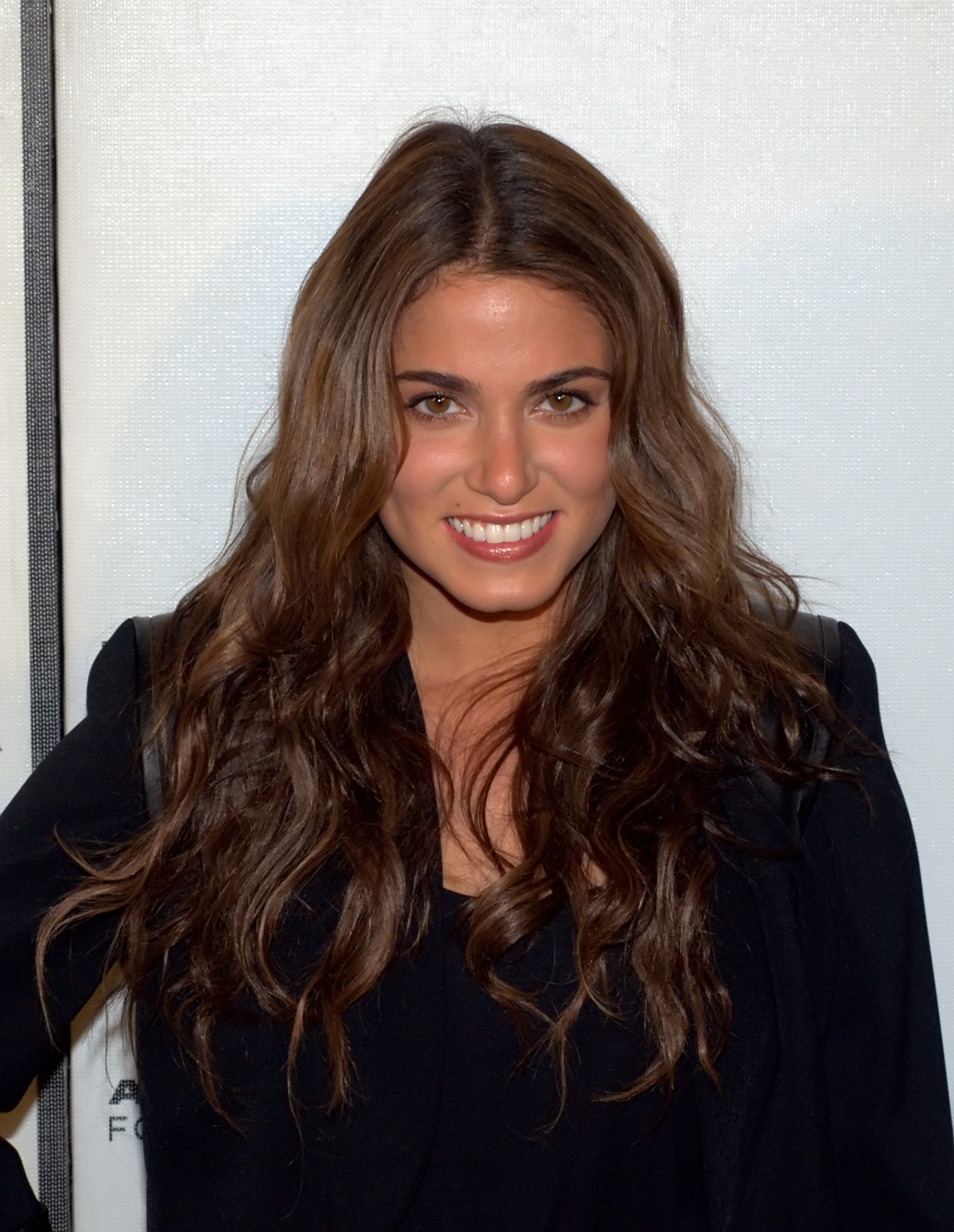
Nikki Reed (* 1988)

- 1626 – Eleonora Kateřina Falcká, švédská princezna († 3. března 1692)
- 1628 – Ferdinand Karel Tyrolský, rakousko-tyrolský arcivévoda († 30. prosince 1662)
- 1682 – Bartholomew Roberts , velšský pirát († 10. února 1722)
- 1714 – Anna Šarlota Lotrinská, abatyše z Remiremontu, Monsu a Essenu († 7. listopadu 1773)
- 1749 – Edward Jenner, britský lékař, který zavedl první vakcíny proti pravým neštovicím († 26. ledna 1823)
- 1763 – Pierre-Auguste Adet, francouzský chemik a diplomat († 19. března 1834)
- 1768 – Karolina Brunšvická, manželka britského krále Jiřího IV. († 7. srpna 1821)
- 1798 – George Don, skotský botanik († 25. února 1856)
- 1820 – Frederick Augustus Genth, americký chemik a mineralog († 2. února 1893)
- 1821 – Sebastian Kneipp, německý kněz a léčitel († 17. června 1897)
- 1836 – Wilhelm Steinitz, rakouský šachista († 12. srpna 1900)
- 1844 – Julius Wellhausen, německý protestantský teolog († 7. ledna 1918)
- 1845 – Jacint Verdaguer, katalánský kněz a básník († 10. července 1902)
- 1847 – August Wieser, brněnský starosta († 27. března 1916)
- 1851 – Adolf von Harnack, německý teolog († 10. června 1930)
- 1857 – Mary Devensová, americká fotografka († 13. března 1920)
- 1858 – Mary Adela Blaggová, anglická astronomka a selenografka († 14. dubna 1944)
- 1860 – Martin Kukučín, slovenský spisovatel-prozaik, dramatik a publicista († 1928)
- 1864 – Ante Trumbić, chorvatský politik († 17. listopadu 1938)
- 1866
  - Julian Marchlewski, polský komunistický ekonom († 22. března 1925)
  - Erik Satie, francouzský skladatel a klavírista († 1. července 1925)
- 1875 – Henri Barbusse, francouzský prozaik († 30. srpna 1935)
- 1880 – Paul Castelnau, francouzský fotograf, geograf a filmař († 29. června 1944)
- 1886 – Alfons XIII. Španělský, španělsky král († 1941)
- 1888 – Anton Durcovici, rumunský biskup, mučedík, blahoslavený († 10. prosince 1951)
- 1893 – Frederick McKinley Jones, americký vynálezce († 21. února 1961)
- 1895
  - Ernest Neuschul, německý malíř a tanečník († 14. září 1968)
  - Georg Wulf, německý letecký konstruktér († 29. září 1927)
- 1897 – Odd Hassel, norský chemik, Nobelova cena za chemii 1969 († 11. května 1981)
- 1901 – Werner Egk, německý skladatel, dirigent a pedagog († 10. července 1983)
- 1904 – Jean Gabin, francouzský herec († 1976)
- 1906 – Zinka Milanov, operní sopranistka původem z Chorvatska († 30. května 1989)
- 1907 – Ilona Eleková, maďarská olympijská vítězka v šermu († 24. července 1988)
- 1909 – Magda Schneiderová, rakousko-německá herečka († 30. července 1995)
- 1911 – Ernst T. Krebs, americký biochemik († 8. září 1996)
- 1918 – Birgit Nilssonová, švédská operní pěvkyně († 25. prosince 2005)
- 1921 – Eliška Jechová, česká spisovatelka († 21. června 2015)
- 1924 – Idi Amin, prezident-diktátor Ugandy († 2003)
- 1925 – Michel de Certeau, francouzský kněz, sociolog, historik a filosof († 9. ledna 1986)
- 1931
  - Georg Zundel, německý fyzikální chemik († 11. března 2007)
  - Jackie McLean, americký jazzový altsaxofonista († 31. března 2006)
  - Dewey Redman, americký jazzový saxofonista a skladatel († 2. září 2006)
  - Alfred Kučevskij, sovětský hokejový reprezentant († 15. května 2000)
- 1933 – Jarosław Abramow-Newerly, polský spisovatel a skladatel
- 1936
  - Dennis Hopper, americký fotograf, malíř, sochař, herec a režisér († 29. května 2010)
  - Ronald Tavel, americký režisér, scenárista, dramatik a herec († 23. března 2009)
- 1940
  - Valie Export, rakouská výtvarnice
  - Alan Kay, americký počítačový specialista
- 1942 – Taj Mahal, americký bluesový zpěvák a kytarista
- 1943 – János Kóbor, maďarský hudebník a zpěvák († 6. prosince 2021)
- 1945
  - Tony Roche, australský tenista
  - Ľudovít Zlocha, slovenský fotbalista
- 1946
  - Udo Lindenberg, německý zpěvák, hudebník, malíř a spisovatel
  - Zinaida Turčinová, sovětská házenkářka
- 1949 – Bill Bruford, anglický bubeník
- 1950 – Janez Drnovšek, druhý slovinský prezident († 23. února 2008)
- 1954 – Hollywood Fats, americký kytarista († 8. prosince 1986)
- 1955 – Bill Paxton, americký herec a režisér († 25. února 2017)
- 1956 – Bob Saget, americký herec a moderátor  († 9. ledna 2022)
- 1957 – Peter Høeg, dánský spisovatel
- 1958 – Paul Di'Anno, zpěvák skupiny Iron Maiden
- 1961 – Enya, irská zpěvačka
- 1965
  - Trent Reznor, americký hudebník a producent, jediný stálý člen kapely Nine Inch Nails
  - Paige Turco, americká herečka
- 1966 – Hill Harper, americký herec
- 1967 – Joseph Acabá, americký hydrogeolog a astronaut
- 1970 – Jordan Knight, americký zpěvák, frontman skupiny New Kids on the Block
- 1971
  - Máxima Nizozemská, nizozemská královna
  - Gina Raimondová, americká politička
- 1973
  - Sasha Alexander, americká herečka
  - Josh Homme, americký hudebník
  - Mario Ledesma, argentinský ragbista
- 1974
  - Andrea Corr, irská zpěvačka a textařka, členka skupiny The Corrs
  - Zuzana Fialová, slovenská herečka a režisérka
- 1975 – Mats Haldin, finský reprezentant v orientačním běhu
- 1976 – Mayte Martínezová, španělská běžkyně na střední tratě
- 1978 – David Murdoch, skotský curler
- 1982 – Vjosa Osmaniová, kosovská prezidentka
- 1983 – Pavol Ďurica, slovenský fotbalista
- 1984
  - Andreas Kofler, rakouský skokan na lyžích
  - Christine Ohuruoguová, britská atletka
  - Igor Děnisov, ruský fotbalista
- 1985 – Christine Nesbittová, kanadská rychlobruslařka
- 1988
  - Nikki Reedová, americká herečka a scenáristka
  - Erik Lesser, německý biatlonista
- 1990
  - Ross Butler, americký herec
  - Sonny Colbrelli, italský silniční cyklista
  - Leven Rambin, americká herečka
- 1991 – Johanna Kontaová, britsko-australská tenistka
- 1995 – Hayley Carterová, americká tenistka
- 1997 – Tommy Paul, americký tenista

## Úmrtí

### Česko

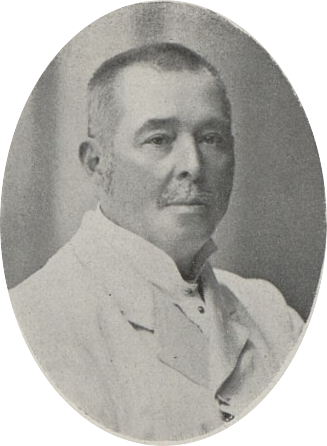
Jan Váňa († 1915)

- 1296 – Anežka Přemyslovna, dcera Přemysla Otakara II., česká princezna a rakouská vévodkyně (* 5. září 1269)
- 1856 – Karel Inzaghi, nejvyšší český a první rakouský kancléř (* 5. prosince 1777)
- 1895 – Wilhelm Gutmann, moravský a rakouský podnikatel (* 18. srpna 1826)
- 1897 – Josef Rupert Maria Přecechtěl, kněz, národní buditel, kreslíř a spisovatel (* 10. ledna 1821)
- 1903 – Karel Šebor, houslista, hudební skladatel a dirigent (* 13. srpna 1843)
- 1915 – Jan Váňa, český filolog a satirický básník (* 1. března 1848)
- 1926 – František Uhlíř, herec, režisér a divadelní ředitel (* 19. prosince 1883)
- 1933 – Georg Böllmann, československý politik (* 13. prosince 1866)
- 1936 – Arnošt Tvarůžek, kněz a politik (* 8. ledna 1865)
- 1952 – Václav Šidlík, sochař, člen Československých legií v Rusku, generál (* 23. listopadu 1884)
- 1956 – Hynek Tomáš, varhaník, sbormistr a hudební skladatel (* 30. června 1861)
- 1965 – Josef Limpouch, kněz, pedagog a politik (* 15. února 1895)
- 1969 – Josef Beran, arcibiskup pražský a primas český (* 1888)
- 1975
  - Rudolf Burkhardt, český speleolog a geolog (* 21. března 1925)
  - Jiljí Fiedler, agronom (* 10. července 1923)
- 1976 – Norbert Frýd, spisovatel, diplomat a cestovatel (* 21. dubna 1913)
- 1977 – Karel Müller, malíř (* 12. prosince 1899)
- 1987 – Ota Dub, lékař a spisovatel (* 8. února 1909)
- 1989
  - Ota Hofman, spisovatel a scenárista (* 10. dubna 1928)
  - Karel Jiráček, spisovatel, ochotnický divadelní režisér (* 15. července 1900)
- 1997 – Jiří Syllaba, lékař a umělec (* 8. března 1902)
- 2008 – Antonín Sochor, matematik, logik a politik (* 1. března 1942)
- 2009 – Milan Sojka, ekonom a vysokoškolský pedagog (* 23. března 1951)
- 2015 – Simeona Hošková, historička umění, kurátorka, redaktorka a překladatelka (* 13. března 1945)
- 2023 – Ivan Dubský, filozof a pedagog (* 3. září 1926)
- 2025 – Jan Šrámek, český meteorolog (* 6. května 1977)

### Svět

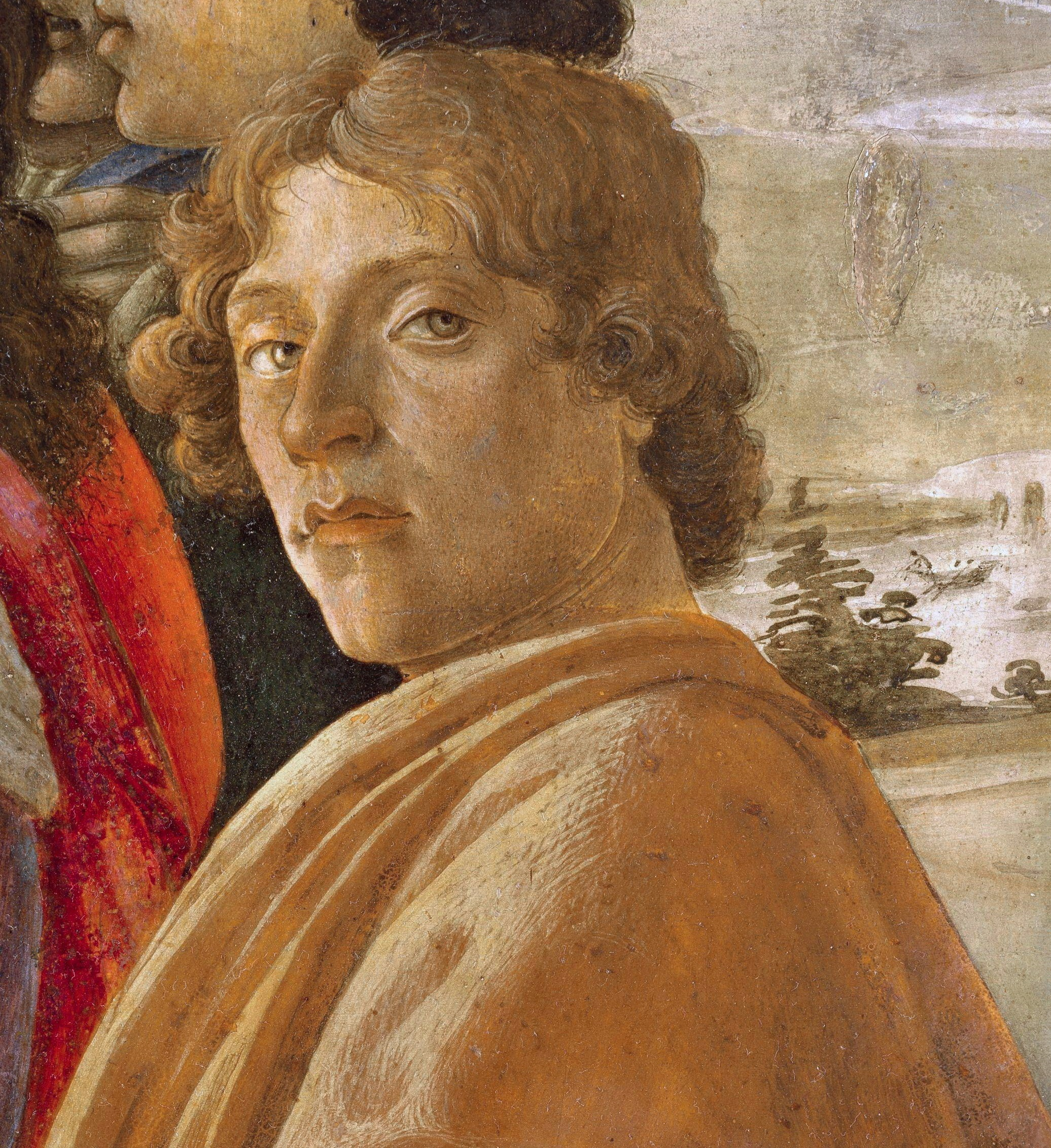
Sandro Botticelli († 1510)

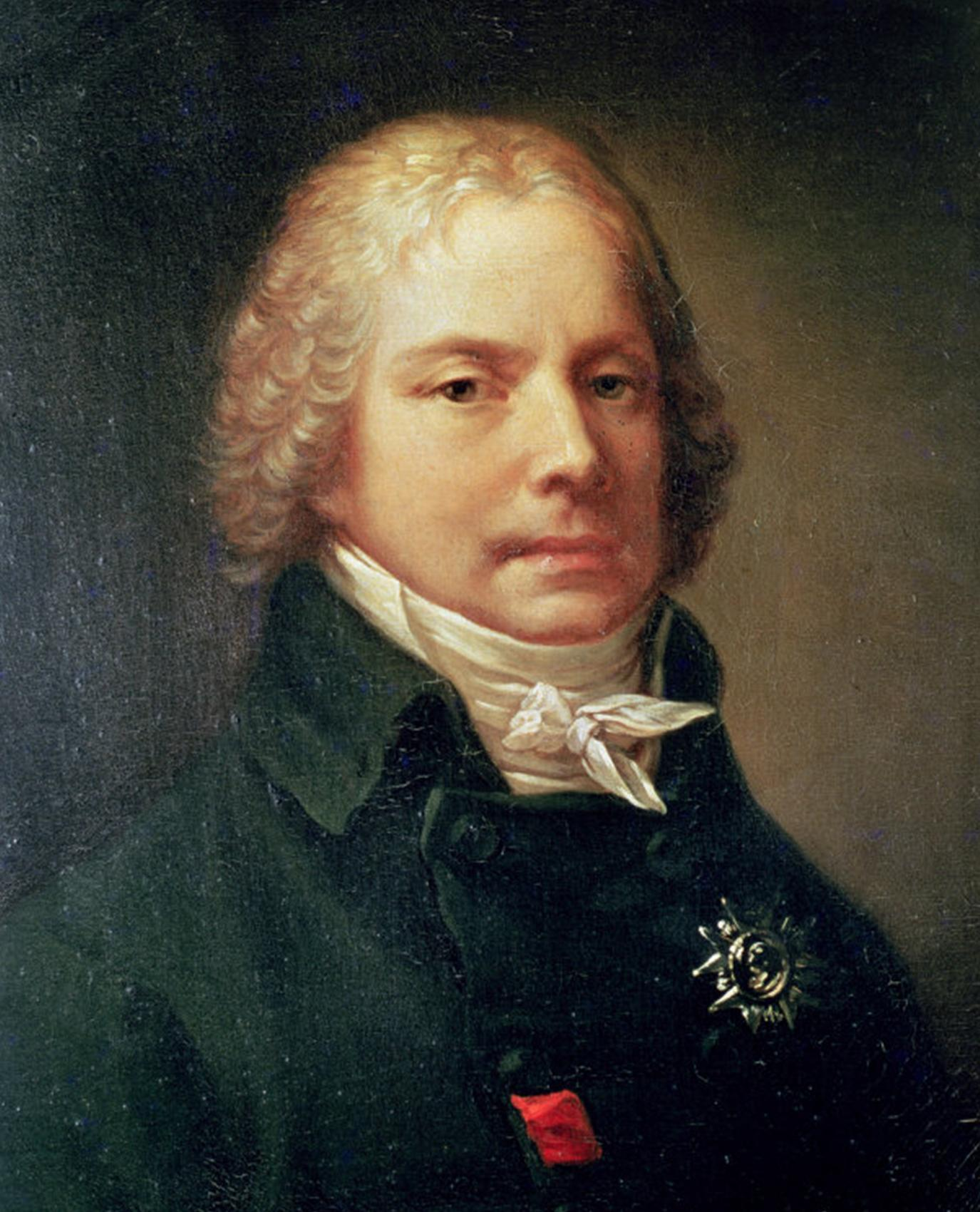
Charles Maurice de Talleyrand-Périgord († 1838)

- 1392 – Ču Piao, nejstarší syn čínského císaře Chung-wua (* 10. října 1355)
- 1395
  - Kralevic Marko, srbský despota (* 1335)
  - Marie Uherská, uherská královna (* 1371)
- 1510 – Sandro Botticelli, italský renesanční malíř (* 1444 nebo 1445)
- 1536 – George Boleyn, anglický šlechtic a bratr anglické královny Anny Boleynové (* 1504)
- 1589 – Karel II. Monacký, monacký kníže (* 26. ledna 1555)
- 1636 – Domenico Passignano, italský malíř (* 29. ledna 1559)
- 1727 – Kateřina I. Alexejevna, ruská carevna (* 1863/1864)
- 1729 – Samuel Clarke, britský teolog a filozof (* 11. října 1675)
- 1765 – Alexis Clairaut, francouzský matematik, geometr a geodet (* 13. května 1713)
- 1788 – Johann Ignaz Felbiger, slezský pedagog, opat a školský reformátor (* 6. ledna 1724)
- 1799 – Daniel Itzig, německý židovský obchodník a bankéř (* 18. března 1723)
- 1810 – Robert Tannahill, skotský básník (* 3. června 1774)
- 1829
  - Marie Josefa Saská, španělská královna, třetí manželka Ferdinanda VII. (* 6. prosince 1803)
  - John Jay, americký právník, politik a diplomat (* 1745)
- 1838 – Charles Maurice de Talleyrand-Périgord, francouzský státník a diplomat období Francouzské revoluce, napoleonských válek a Vídeňského kongresu (* 1754)
- 1862 – Auguste Léopold Protet, francouzský kontradmirál (* 20. dubna 1808)
- 1870 – David Octavius Hill, skotský malíř, litograf a fotograf (* 1802)
- 1875 – John C. Breckinridge, americký státník a politik (* 1821)
- 1886 – John Deere, americký kovář (* 7. února 1804)
- 1887 – C. F. W. Walther, německý teolog (* 25. října 1811)
- 1889 – Marie Frederika Pruská, pruská princezna a bavorská královna (* 1825)
- 1892 – György Klapka, maďarský armádní generál a politik (* 7. dubna 1820)
- 1907 – Albert Clément, francouzský automobilový závodník (* 1883)
- 1918
  - Elimar Klebs, německý historik (* 15. října 1852)
  - Zeynab Ilhamy, osmanská a egyptská princezna (* 29. prosince 1859)
- 1919 – Guido von List, rakouský básník, novinář a okultista (* 5. října 1848)
- 1922 – Georg von Hauberrisser, německý architekt (* 19. března 1841)
- 1925 – Augustín Fischer-Colbrie, biskup košický (* 16. října 1863)
- 1929 – Lilli Lehmann, německá operní zpěvačka (* 24. listopadu 1848)
- 1935
  - Antonia Mesina, sardinská panna a mučednice, blahoslavená (* 21. června 1919)
  - Paul Dukas, francouzský skladatel, kritik, hudební pedagog a spisovatel (* 1865)
- 1936 – Nachum Sokolov, sionistický vůdce, spisovatel a překladatel (* 10. ledna 1859)
- 1942
  - Stanislav Fejfar, stíhací pilot (* 25. listopadu 1912)
  - Antonín Hampl, ministr veřejných prací Československa (* 12. dubna 1874)
- 1944 – Milena Jesenská, novinářka, spisovatelka a překladatelka (* 10. srpna 1896)
- 1947 – Wolfgang Muff, generál nacistického Německa (* 15. března 1880)
- 1948 – David Evans, velšský hudební skladatel (* 6. února 1874)
- 1952 – Ivan Zjatyk, ukrajinský řeckokatolický kněz, oběť komunistického režimu, blahoslavený (* 26. prosince 1899)
- 1962 – Arsenij Grigorjevič Golovko, sovětský námořní velitel a admirál (* 23. června 1906)
- 1964 – Otto Ville Kuusinen, finský a sovětský politik a básník (* 4. října 1881)
- 1969 – Fritz Burger-Mühlfeld, německý malíř (* 3. března 1882)
- 1970 – Heinz Hartmann, rakouský psychoanalytik (* 4. listopadu 1894)
- 1981 – Alan Gowen, britský klávesista a hudební skladatel (* 19. srpna 1947)
- 1982 – Władysława Markiewiczówna, polská pianistka, skladatelka a hudební pedagožka (* 5. února 1900)
- 1983 – Alexander Smakula, ukrajinský fyzik (* 9. září 1900)
- 1987 – Gunnar Myrdal, švédský ekonom a politik, držitel Nobelovy ceny (* 1898)
- 1995 – Toe Blake, kanadský hokejista a trenér (* 1912)
- 1996 – Johnny „Guitar“ Watson, americký zpěvák a kytarista (* 3. února 1935)
- 1997
  - Michail Byčkov, sovětský hokejový reprezentant (* 22. května 1926)
  - Giuseppe De Santis, italský režisér (* 1917)
- 2001 – Jacques-Louis Lions, francouzský matematik (* 3. května 1928)
- 2002 – Ladislav Kubala, maďarsko-slovensko-španělský fotbalista a trenér (* 1927)
- 2007 – Anton Rašla, slovenský vojenský prokurátor (* 1911)
- Lloyd Alexander, americký spisovatel (* 30. ledna 1924)
- 2008 – Wilfrid Mellers, anglický muzikolog a hudební skladatel (* 26. dubna 1914)
- 2009 – Mario Benedetti, uruguayský novinář a spisovatel (* 14. září 1920)
- 2010 – Bobbejaan Schoepen, belgický písničkář, herec a režisér (* 16. května 1925)
- 2012
  - Donna Summer, americká zpěvačka (* 31. prosince 1948)
  - Gid'on Ezra, izraelský politik (* 30. června 1937)
- 2013 – Jorge Rafael Videla, argentinský politik (* 2. srpna 1925)
- 2017 – Chris Cornell, americký rockový zpěvák a hudebník (* 20. července 1964)
- 2020 – Lucky Peterson, americký zpěvák, kytarista a klávesista (* 13. prosince 1964)

## Svátky

### Česko
- Aneta
- Dětmar
- Paskal, Paskala
- Všeslav

### Svět
- OSN – Světový den telekomunikací a informační společnosti[1]
- Mezinárodní den proti homofobii
- Světový den hypertenze
- Norsko: Den ústavy
- Slovensko: Gizela
- USA: Den armády (je-li sobota)
- Kuba: Den rolníků
- Nauru: Den ústavy

### Liturgický kalendář
- Sv. Paschal Baylon
- Svatý Andronikus a Junie